# Johanna II av Navarra
Johanna II av Navarra (Franska: Jeanne II) född 28 januari 1312 och död 6 oktober 1349, var regerande drottning av Navarra mellan 1328 och 1349 tillsammans med sin make, Filip III.  

## Biografi
Johanna var den enda dottern till kung Ludvig X av Frankrike och Navarra och hans första hustru Margareta av Burgund. Hennes börd ansågs tvivelaktig på grund av att hennes mor hade fängslats för äktenskapsbrott, men hennes far förklarade henne för sin erkända dotter vid sin dödsbädd 1316. 

### Tronföljare
Vid faderns död var hans andra hustru gravid, och Frankrike hamnade i interregnum i väntan på födseln. Det kungjordes att om det väntade barnet var en son, skulle han bli kung av Frankrike och Navarra och greve av Champagne och Brie, men om det var en dotter, skulle Johanna ärva. Barnet var en pojke, som därmed blev Johan I av Frankrike och Navarra. Han avled dock efter en kort tid, och Johannas anspråk hamnade därmed i blickfånget. 
På grund av påstådda tvivel om vem som var hennes far uteslöts hon ur tronföljden i både Frankrike och kungariket Navarra, och Johannas två farbröder blev i tur och ordning kungar: Filip V (II av Navarra), och kung Karl IV (I av Navarra).
Själv gifte sig Johanna år 1318 med sin släkting greve Filip av Evreux, och ett avtal slöts om att hon vid tolv års ålder skulle avsvära sig sina tronanspråk till Frankrike och Navarra. Det finns inga uppgifter om att hon någonsin gjorde detta. Filip var också greve av Évreux och barnbarn till Filip III.  
Vid hennes siste farbror Karl IV:s död 1328, återstod en rad olika personer med anspråk på Frankrikes tron bland släktingar till dess sista kung, bland dem Johanna och hennes make. De olika kandidaternas representanter samlades för att förhandla och nå en kompromiss. I maj 1328 valdes Filip av Valois till kung av Frankrike. Filip hade dock ingen arvsrätt till den andra rikshalvan, Navarra, eftersom denna hade kommit till Frankrike genom Johannas farmor och Filip kom ur en annan släktgren. Navarras gneralförsamling erbjöd därför Johanna separat tronen i Navarra och dess vidhängande grevskap Champagne och Brie. Filip erkände Johannas rätt till Navarras tron, men fick henne genom förhandlingar att avsäga sig sin rätt till grevedömena Brie och Champagne i utbyte mot grevskapen Longueville, V och Angouleme. Johanna förhandlade också fram sin makes rätt att bli hennes medregent i Navarra. 

### Navarra
Johanna II och Filip III av Navarra kröntes till regerande drottning och kung den 5 mars 1329 i Navarra. De avlade båda en kungaed, slängde kröningsmynt och hissades på sköldar vid sin kröning. De fick också godkänna kravet att båda abdikera när deras tronarvinge fyllde 21. Paret regerade sedan gemensamt över kungariket. Av 85 kungliga dekret, signerades 41 av dem båda. Att döma av de återstående, var Filip något mer aktiv än Johanna, eftersom hon endast utfärdade sex dekret under sitt namn, och han 38. Regentparet fick dela sin tid mellan Navarra och sina franska riksbesittningar, och de föredrog båda att leva i Frankrike, då de kände sig främmande för Navarras språk och kultur. De lämnade Navarra 1330, och återkom endast en gång tillsammans: 1336-37. 
När hennes make avled 1343 blev Johanna Navarras enda regent. Hon planerade då att besöka riket, men hundraårskriget gjorde det nödvändigt att stanna och försvara de franska besittningarna.  
Johanna och Filip hade åtta barn tillsammans och Johanna efterträddes av sin son Karl II.

## Barn
- Johanna (1325–1387), gick i kloster.
- Maria av Navarra (c. 1326–1347), första hustru till Kung Peter IV av Aragonien (1319–1387).
- Blanche d’Évreux (1331–1398), andra hustru till den mycket äldre kung Filip VI av Frankrike (1293–1350).
- Karl II av Navarra (1332–1387), Kung av Navarra.
- Agnès (1334–1396), gift med Gaston III, greve av Foix (1331–1391).
- Filip, greve av Longueville (1336–1363), gift med Yolande de Dampierre (1331–1395.
- Johanna av Navarra (1339–1403), gift med John I, Viscount av Rohan (d. 1395).
- Ludvig, Greve av Beaumont-le-Roger (1341–1372), gifte sig 1358 med Maria de Lizarazu, gifte sig 1366 med Joanna of Durazzo (1344–1387)